# Tarzan (bande dessinée)
Pour les articles homonymes, voir Tarzan (homonymie).
Le personnage de Tarzan, créé en 1912 par le romancier populaire Edgar Rice Burroughs, a été adapté en bande dessinée à partir de 1929 par Harold Foster. Très vite, le héros romanesque devient également un personnage à part entière de la bande dessinée.

## Publications américaines

### Comic strips
Dessinateurs du comic strip quotidien (représentés par des lettres jusqu'en 1939) :
- Harold Foster (07/01/1929-16/03/1929) - strips non numérotés
- Rex Maxon (10/06/1929-20/06/1936, 17/01/1938-30/08/1947) - A1 à R150, W1 à Z162 puis 1 à 2508
- William Juhré (22/06/1936-15/01/1938) - S1 à V84
- Burne Hogarth (01/09/1947-03/01/1948) - 2509 à 2616
- Dan Barry (05/01/1948-20/11/1948) - 2617 à 2892
- John Lehti (22/11/1948-05/02/1949) - 2893 à 2958
- Paul Reinman (07/02/1949-11/02/1950) - 2959 à 3276
- Nick Cardy (13/02/1950-22/07/1950) - 3277 à 3414
- Bob Lubbers (24/071950-09/01/1954) - 3415 à 4500
- John Celardo (11/01/1954-09/12/1967) - 4501 à 8856
- Russ Manning (11/12/1967-29/07/1972) - 8857 à 10308[1]

Dessinateurs  de la page dominicale (numérotée) :
- Rex Maxon (15/03/1931-20/09/31) - 1 à 28
- Harold Foster (27/09/1931-02/05/1937) - 29 à 321
- Burne Hogarth (09/05/1937-25/11/1945, 10/08/1947-20/08/1950) - 322 à 768, 857 à 1015
- Rubimor (alias Ruben Moreira) (02/12/1945-03/08/1947) - 769 à 856
- Bob Lubbers (27/08/1950-14/02/1954) - 1016 à 1197
- John Celardo (21/02/1954-07/01/1968) - 1198 à 1922
- Russ Manning (14/01/1968-24/06/1979) - 1923 à 2519
- Gil Kane (01/07/1979-01/02/1981) - 2520 à 2603
- Le strip numéro 2604 est une réédition de Hogarth, modifiée, des nos 897 à 947, publiée entre le 8 février et le 12 juillet 1981.
- Mike Grell (19/07/1981-27/02/1983) - 2605 à 2686, 2688 et 2689
- Thomas Yeates (13/02/1983) - 2687
- Gray Morrow (06/03/1983- 19/08/2001) -  2690 à 3653, ce qui fait de lui le dessinateur ayant œuvré le plus longtemps sur Tarzan.
- Eric Battle (26/08/2001-19/05/2002) - 3654 à 3692

Depuis lors, la page du dimanche, qui a dépassé le numéro 4000, n'est constituée que de rééditions.

### Comic books
Tarzan fut publié chez plusieurs éditeurs : Dell Comics (1947 à 1962), Gold Key Comics (1962 à 1972), DC Comics (1972 à 1977). Ces trois éditeurs gardant la numérotation du précédent. Marvel Comics (1977 à 1979) rompit la tradition en faisant repartir le titre au numéro 1. Au début des années 1990, Malibu Comics fit l'adaptation d'une quinzaine de numéros. Dark Horse Comics a les droits depuis 1995, a publié du nouveau matériel jusqu'en 2001, n'a offert que des rééditions pendant quelques années avant de publier en 2012 une nouvelle série dans le comic book Dark Horse Presents dessinée par Thomas Yeates.
- Jesse Marsh : Four Color 134 et 161, puis Tarzan 1 à 132 (Dell Comics), 133 à 153 (Gold Key Comics)
- Russ Manning chez Gold Key Comics : Tarzan 154 à 161, 163, 164, 166, 167, 172 à 177, 178 (réédition), 202 (réédition)
- Mike Royer chez Gold Key Comics : Tarzan 163, 175 à 177, 188 à 203, 205
- Russ Heath chez Gold Key
- Doug Wildey chez Gold Key Comics : Tarzan 179 à 187
- Joe Kubert chez DC Comics : Tarzan 207 à 225, 227 à 235, puis superviseur du 236 à 249
- John Buscema chez Marvel Comics : Tarzan 1 à 18 et Annual 1
- Christopher Schenk chez Dark Horse : Tarzan 1 à 10, Tarzan the Savage Heart 3 et 4
- Thomas Yeates chez Dark Horse : Tarzan 1 à 6, 17 à 20
- Stan Manoukian chez Dark Horse : Tarzan 11 à 16
- Igor Kordey chez Dark Horse : 13 épisodes dans des mini-séries
- Mike Grell chez Dark Horse : Tarzan the Savage Heart 1 à 4
- Thomas Yeates chez Dark Horse : Dark Horse Presents 8 à 10

## Publications franco-belges
- 1. Tarzan, seigneur de la jungle (2021),  Christophe Bec (scénario) / Stevan Subic, Facio (dessins), Soleil Productions[3]

- 2. Tarzan, au centre de la Terre (2021), Christophe Bec (scénario) / Stefano Raffaele, Roberto Pascual De La Torre, Dave Stewart (dessins), Soleil Productions
- Tarzan, l'homme-singe (tomes 1 et 2 / 2023-2024), Eric Corbeyran  (scénario) / Roy Allan Martinez (dessins), Glénat[4],[5].